# Rieke Diah Pitaloka
Rieke Diah Pitaloka ou Rieke Pitalopka, née le 8 janvier 1974 à Garut, est une actrice écrivain et femme politique indonésienne.

## Biographie
Elle est actuellement membre du conseil représentatif du peuple du parti démocratique indonésien de lutte.
Rieke Diah Pitaloka est diplômé de l'Université d'Indonésie avec un baccalauréat en littérature néerlandaise. Elle est également titulaire d'un autre baccalauréat en philosophie de STF Driyakara. En 2007, elle a obtenu une maîtrise en philosophie de l'Université d'Indonésie. La thèse qu'elle a écrite pour répondre aux exigences de recherche des diplômés a été publiée dans un livre intitulé La violence d'État infecte la société,.